# Steklov (cráter)
Steklov es un cráter de impacto perteneciente a la cara oculta de la Luna, más allá del terminador suroeste. Se encuentra en la falda exterior de materiales eyectados producto de la formación de la cuenca de impacto del Mare Orientale, justo al suroeste del anillo de los Montes Cordillera. Alrededor de unos cuatro diámetros de distancia al suroeste se halla el cráter ligeramente más pequeño Chant.
|  |

El borde de este cráter tiene un perfil afilado que no ha sido erosionado por impactos posteriores. Las paredes interiores se inclinan directamente hasta alcanzar una plataforma interior irregular. El perímetro de este cráter es aproximadamente circular, aunque su contorno recuerda ligeramente al de una pera. No presenta impactos reseñables en su interior.
Este cráter se encuentra al noroeste de la Cuenca Mendel-Rydberg, una depresión de 630 km de anchura formada por un impacto durante el Período Nectárico.

## Referencias

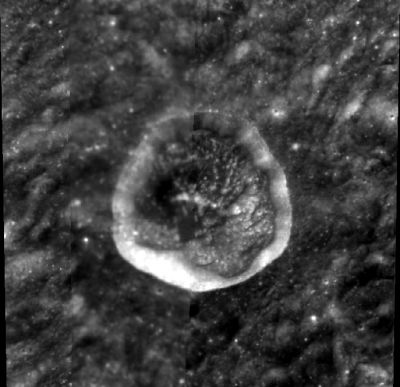
Fotografía de la misión Clementine (1994)